# 국립 공과대학교
국립 공과대학교(영어: National Institute of Technology, NIT)는 인도의 국립 공과대학교 시스템이다. 2007년에 국립 공과대학교법으로 세워졌으며 국가 중요 기관으로 지정됐다. 각각의 캠퍼스는 자주성을 가지며 모든 캠퍼스는 국립 공과대학교 이사회(NIT Council)가 관리한다. 모든 국립 공과대학교 캠퍼스는 인도 정부의 지원을 받는다.

## 소속 캠퍼스
|    | 학교                                          | 영문                  | 약자   | 설립 연도 | IIT로 편입 | 도시         | 주                 |
| -- | --------------------------------------------- | --------------------- | ------ | --------- | ---------- | ------------ | ------------------ |
| 1  | 모틸랄 네루 국립 공과대학교 알라하바드        | NIT Allahabad         | MNNIT  | 1961      | 2001       | 알라하바드   | 우타르프라데시주   |
| 2  | 마울라나 아자드 국립 공과대학교 보팔          | NIT Bhopal            | MANIT  | 1960      | 2002       | 보팔         | 마디아프라데시주   |
| 3  | 국립 공과대학교 캘리컷                        | NIT Calicut           | NITC   | 1961      | 2002       | 코지코드     | 케랄라주           |
| 4  | 국립 공과대학교 두르가푸르                    | NIT Durgapur          | NITDGP | 1960      | 2002       | 두르가푸르   | 서벵골주           |
| 5  | 국립 공과대학교 하미르푸르                    | NIT Hamirpur          | NITH   | 1986      | 2002       | 하미르푸르   | 히마찰프라데시주   |
| 6  | 말라비야 국립 공과대학교 자이푸르             | NIT Jaipur            | MNIT   | 1963      | 2002       | 자이푸르     | 라자스탄주         |
| 7  | Dr. B. R. 암베드카르 국립 공과대학교 잘란다르 | NIT Jalandhar         | NITJ   | 1987      | 2002       | 잘란다르     | 펀자브주           |
| 8  | 국립 공과대학교 잠셰드푸르                    | NIT Jamshedpur        | NITJSR | 1960      | 2002       | 잠셰드푸르   | 자르칸드주         |
| 9  | 국립 공과대학교 쿠루크셰트라                  | NIT Kurukshetra       | NITKKR | 1963      | 2002       | 쿠루크셰트라 | 하리아나주         |
| 10 | 비스베스바라야 국립 공과대학교                | NIT Nagpur            | VNIT   | 1960      | 2002       | 나그푸르     | 마하라슈트라주     |
| 11 | 국립 공과대학교 루르켈라                      | NIT Rourkela          | NITR   | 1961      | 2002       | 루르켈라     | 오디샤주           |
| 12 | 국립 공과대학교 실차르                        | NIT Silchar           | NITS   | 1967      | 2002       | 실차르       | 아삼주             |
| 13 | 국립 공과대학교 카르나타카                    | NIT Karnataka         | NITK   | 1960      | 2002       | 망갈로르     | 카르나타카주       |
| 14 | 국립 공과대학교 와랑갈                        | NIT Warangal          | NITW   | 1959      | 2002       | 와랑갈       | 텔랑가나주         |
| 15 | 국립 공과대학교 스리나가르                    | NIT Srinagar          | NITSRI | 1960      | 2003       | 스리나가르   | 잠무 카슈미르      |
| 16 | 사르다르 발라바이 국립 공과대학교 수라트      | NIT Surat             | SVNIT  | 1961      | 2003       | 수라트       | 구자라트주         |
| 17 | 국립 공과대학교 티루치라팔리                  | NIT Tiruchirappalli   | NITT   | 1964      | 2003       | 티루치라팔리 | 타밀나두주         |
| 18 | 국립 공과대학교 파트나                        | NIT Patna             | NITP   | 1886      | 2004       | 파트나       | 비하르주           |
| 19 | 국립 공과대학교 라이푸르                      | NIT Raipur            | NITRR  | 1956      | 2005       | 라이푸르     | 차티스가르주       |
| 20 | 국립 공과대학교 아가르탈라                    | NIT Agartala          | NITA   | 1965      | 2006       | 아가르탈라   | 트리푸라주         |
| 21 | 국립 공과대학교 아루나찰프라데시              | NIT Arunachal Pradesh | NITAP  | 2010      | 2010       | 유피아       | 아루나찰프라데시주 |
| 22 | 국립 공과대학교 델리                          | NIT Delhi             | NITD   | 2010      | 2010       | 뉴델리       | 델리 수도지역      |
| 23 | 국립 공과대학교 고아                          | NIT Goa               | NITG   | 2010      | 2010       | 파마구디     | 고아주             |
| 24 | 국립 공과대학교 마니푸르                      | NIT Manipur           | NITMN  | 2010      | 2010       | 임팔         | 마니푸르주         |
| 25 | 국립 공과대학교 메갈라야                      | NIT Meghalaya         | NITM   | 2010      | 2010       | 실롱         | 메갈라야주         |
| 26 | 국립 공과대학교 미조람                        | NIT Mizoram           | NITMZ  | 2010      | 2010       | 아이자울     | 미조람주           |
| 27 | 국립 공과대학교 나갈랜드                      | NIT Nagaland          | NITN   | 2010      | 2010       | 디마푸르     | 나갈랜드주         |
| 28 | 국립 공과대학교 푸두체리                      | NIT Puducherry        | NITPY  | 2010      | 2010       | 카라이칼     | 푸두체리           |
| 29 | 국립 공과대학교 시킴                          | NIT Sikkim            | NITSKM | 2010      | 2010       | 라방라       | 시킴주             |
| 30 | 국립 공과대학교 우타라칸드                    | NIT Uttarakhand       | NITUK  | 2010      | 2010       | 스리나가르   | 우타라칸드주       |
| 31 | 국립 공과대학교 안드라프라데시                | NIT Andhra Pradesh    | NITANP | 2015      | 2015       | 타데팔리구뎀 | 안드라프라데시주   |

## 역사
제2차 경제 개발 5개년 계획 시기인 1956년부터 1960년까지 인도에서는 다양한 산업 계획이 나왔다. 인도 정부는 인도 공과대학교를 본따 1959년부터 각 지역에 17개의 지역 공과대학(Regional Engineering Colleges)를 세웠다. 각 대학은 중앙 정부와 주 정부가 합작해서 세웠다. 1960년에는 8곳을 더 세웠고, 1965년에는 5곳을 더 세웠다. 1967년에는 실차르에, 1986년에는 하미르푸르에, 1987년에는 잘란다르에 지역 공과대학을 새로 세웠다.
기술 중심 산업의 성공은 더 많은 공학 인력을 필요로 했고, 인도 공과대학교를 세로 세우는 데에는 많은 비용과 기반 시설이 필요했다. 2002년에 인도 인적자원개발부 장관 무를리 마노하르 조시는 인도 공과대학교 캠퍼스를 새로 만드는 대신 지역 공과대학을 국립 공과대학교로 격상시키기로 결정했고, 모든 지역 공과대학은 국립 공과대학교가 됐다. 이후 국립 공과대학교의 자주권이 올라갔고 정부 기금도 더 많이 받게 됐다.
2004년에 인도 인적자원개발부는 파트나의 비하르 공과대학과 라이푸르의 정부 공과대학, 아가르탈라의 트리푸라 공과대학을 국립 공과대학교로 승격시켰다. 2007년 6월 6일 인도 의회는 국립 공과대학교법을 통과시켜 모든 국립 공과대학교 캠퍼스를 국가 중요 기관으로 지정했다. 2010년에 인도 정부는 국립 공과대학교 캠퍼스 10개를 아직 캠퍼스가 없는 주에 만들겠다고 밝혔다.
2016년 8월 1일 인도 의회는 텔루구 데삼당 의원들이 특별 지위를 요구하며 시위를 벌인 끝에 법안을 통과시키고 안드라프라데시주에 국립 공과대학교를 세우기로 했다.

## 조직
인도의 대통령은 직무상 시찰원으로 국립 공과대학교 조직에서 가장 큰 권한을 행사한다. 대통령 아래에 국립 공과대학교 위원회가 있고, 위원회 아래에 각 캠퍼스의 이사회가 있다.

## 교육
인도 공과대학교와 함께 국립 공과대학교 캠퍼스는 인도 내의 다른 공과대학들보다 더 많은 지원금을 받는다. 학부 학생이 1년 동안 부담하는 비용은 25만 루피 정도다. 수업은 영어로 이루어진다.

### 입학
모든 국립 공과대학교 캠퍼스의 학부 입학은 공동입학시험 본과 시험으로 결정한다. 시험에 합격한 학생은 진학을 원하는 캠퍼스와 전공의 지망 순위를 공동 좌석 할당 기관(JoSAA)에 제출하며 시험 전국 등수를 기준으로 캠퍼스와 전공이 결정된다.

### 학부 교육
국립 공과대학교에 입학하는 학부 학생은 대부분 공학 학사(BTech) 과정을 밟는다. 공학 학사 과정은 8학기 4년제로, 이중학위 과정이나 학석사 연계 과정은 10학기 5년제다. 5년제 건축학 학사(BArch) 과정과 4년제 이학 학사(BSc) 과정도 있다. 일부 캠퍼스에서는 학생들에게 1학년을 마친 뒤 학부를 바꿀 수 있는 기회를 주는데 기준이 엄격해 성적이 좋은 일부 학생들만이 학부를 바꿀 수 있다.
2학년부터는 소속 학부의 심화 수업을 들으며 인문학이나 사회과학, 경영학 수업도 들어야 한다. 마지막 학년에는 각 캠퍼스의 취업 절차에 따라 기업체로 가거나 원하는 기업에 직접 지원해 취업을 하고 일부는 대학원으로 진학한다.

### 대학원 교육
국립 공과대학교는 공학 석사(MTech) 과정과 경영학 석사(MBA), 이학 석사(MSc), 컴퓨터응용학 석사(MCA) 과정 등을 제공한다. 일부 캠퍼스에서는 연구 중심 석사(MS) 과정을 제공한다. 공학 석사 과정에 입학하려면 공학 적성검사(Graduate Aptitude Test in Engineering)를 봐야 하고 이학 석사 과정에 입학하기 위해서는 이학 석사 공동입학시험(Joint Admission Test for M.Sc.)을 봐야 한다.
국립 공과대학교에서는 박사(PhD) 학위도 수여한다. 인도 내에서 수여하는 공학 박사 학위의 약 80%는 31곳의 국립 공과대학교와 23곳의 인도 공과대학교, 인도 과학원에서 수여한다.

## 평가
2020년 QS 세계 대학 랭킹의 아시아 대학 순위에서 국립 공과대학교 티루치라팔리가 아시아 218위, 국립 공과대학교 루르켈라가 아시아 225위, 국립 공과대학교 카르나타카가 아시아 351-400위를 기록했다.
2020년에 《국가 기관 순위 프레임워크》는 인도 내 공과대학 상위 200곳 가운데 국립 공과대학교 캠퍼스 24곳을 선정했다.
| 순서 | 이름                                          | 전국 순위 |
| ---- | --------------------------------------------- | --------- |
| 1    | 국립 공과대학교 티루치라팔리                  | 9         |
| 2    | 국립 공과대학교 카르나타카                    | 13        |
| 3    | 국립 공과대학교 루르켈라                      | 16        |
| 4    | 국립 공과대학교 와랑갈                        | 19        |
| 5    | 국립 공과대학교 캘리컷                        | 23        |
| 6    | 비스베스바라야 국립 공과대학교                | 27        |
| 7    | 말라비야 국립 공과대학교 자이푸르             | 35        |
| 8    | 국립 공과대학교 쿠루크셰트라                  | 40        |
| 9    | 국립 공과대학교 실차르                        | 46        |
| 10   | 국립 공과대학교 두르가푸르                    | 47        |
| 11   | 모틸랄 네루 국립 공과대학교 알라하바드        | 48        |
| 12   | Dr. B. R. 암베드카르 국립 공과대학교 잘란다르 | 52        |
| 13   | 사르다르 발라바이 국립 공과대학교 수라트      | 54        |
| 14   | 국립 공과대학교 메갈라야                      | 61        |
| 15   | 마울라나 아자드 국립 공과대학교 보팔          | 65        |
| 16   | 국립 공과대학교 라이푸르                      | 67        |
| 17   | 국립 공과대학교 아가르탈라                    | 75        |
| 18   | 국립 공과대학교 고아                          | 77        |
| 19   | 국립 공과대학교 잠셰드푸르                    | 79        |
| 20   | 국립 공과대학교 파트나                        | 92        |
| 21   | 국립 공과대학교 하미르푸르                    | 98        |
| 22   | 국립 공과대학교 푸두체리                      | 130       |
| 23   | 국립 공과대학교 마니푸르                      | 158       |
| 24   | 국립 공과대학교 아루나찰프라데시              | 200       |

## 사진

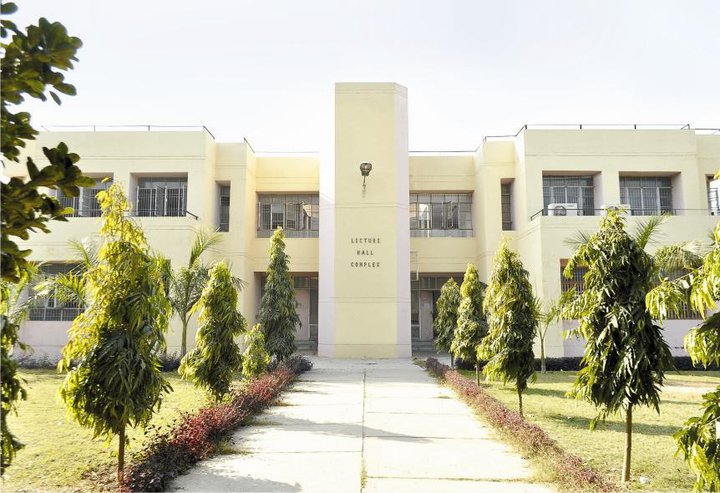
모틸랄 네루 국립 공과대학교 알라하바드
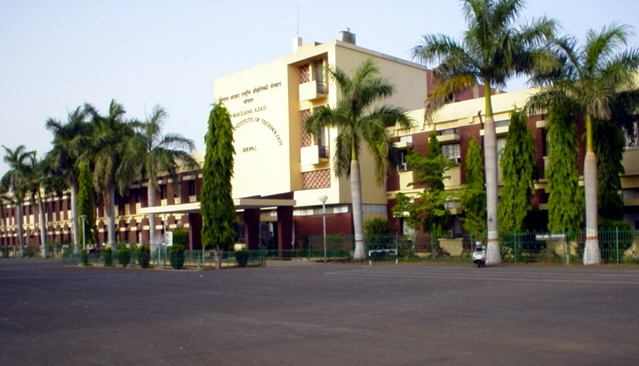
마울라나 아자드 국립 공과대학교 보팔
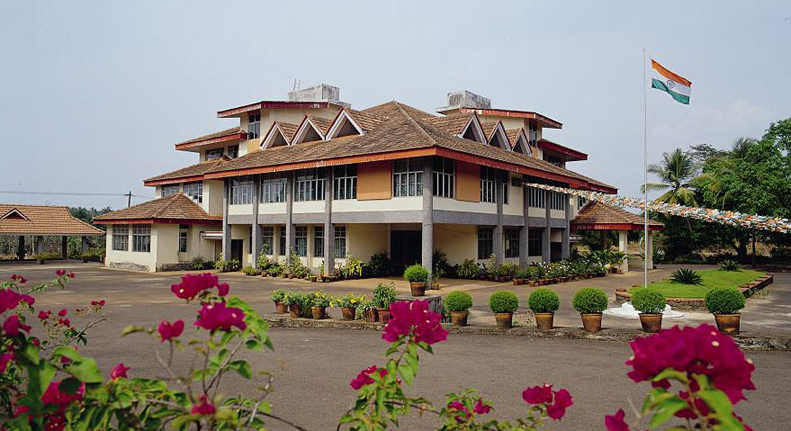
국립 공과대학교 캘리컷
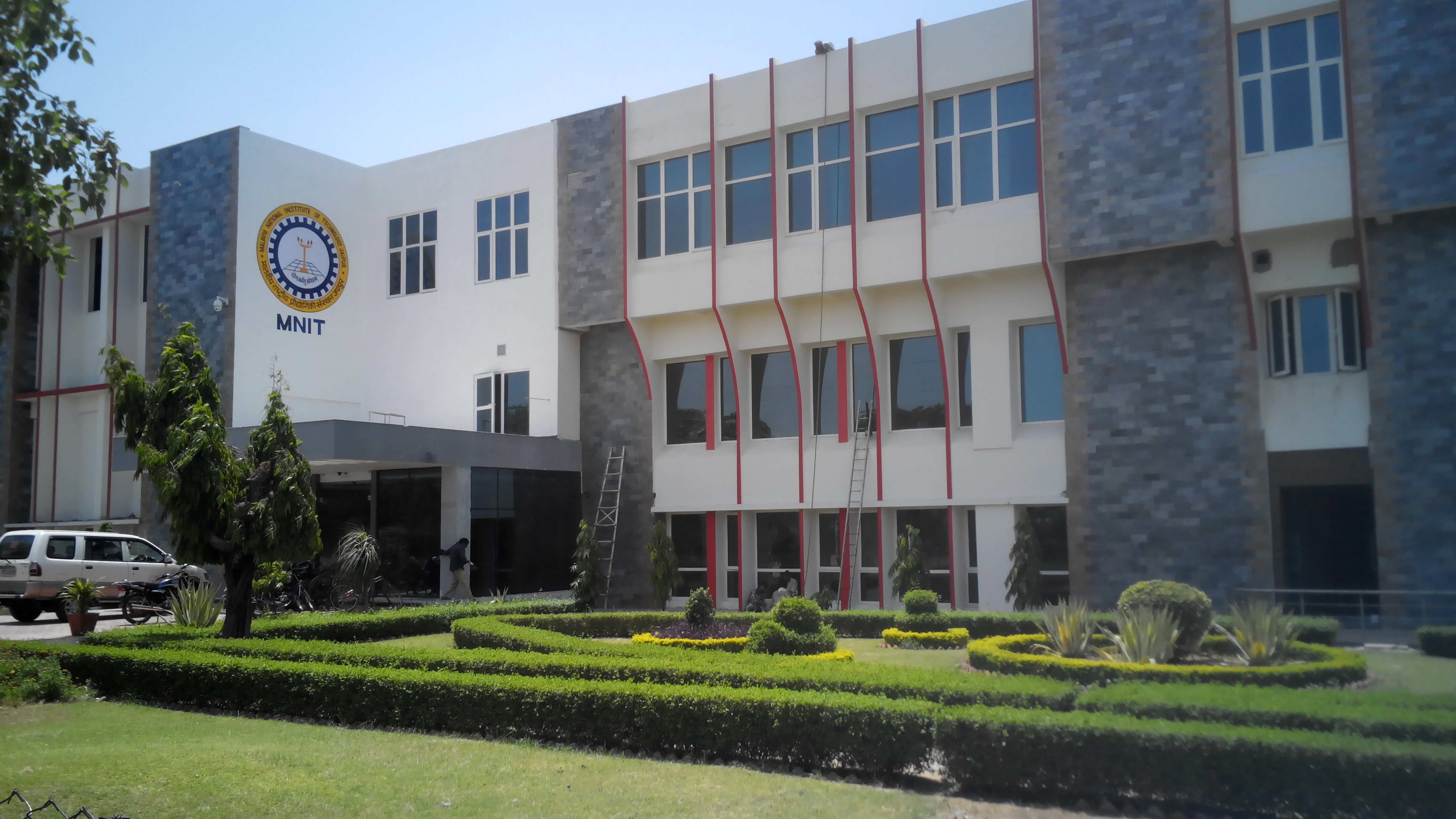
말라비야 국립 공과대학교 자이푸르
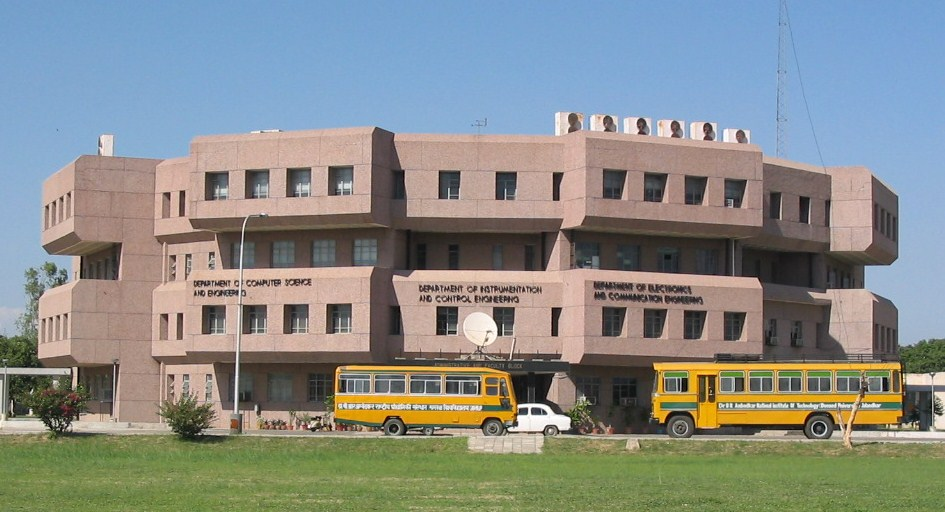
Dr. B. R. 암베드카르 국립 공과대학교 잘란다르
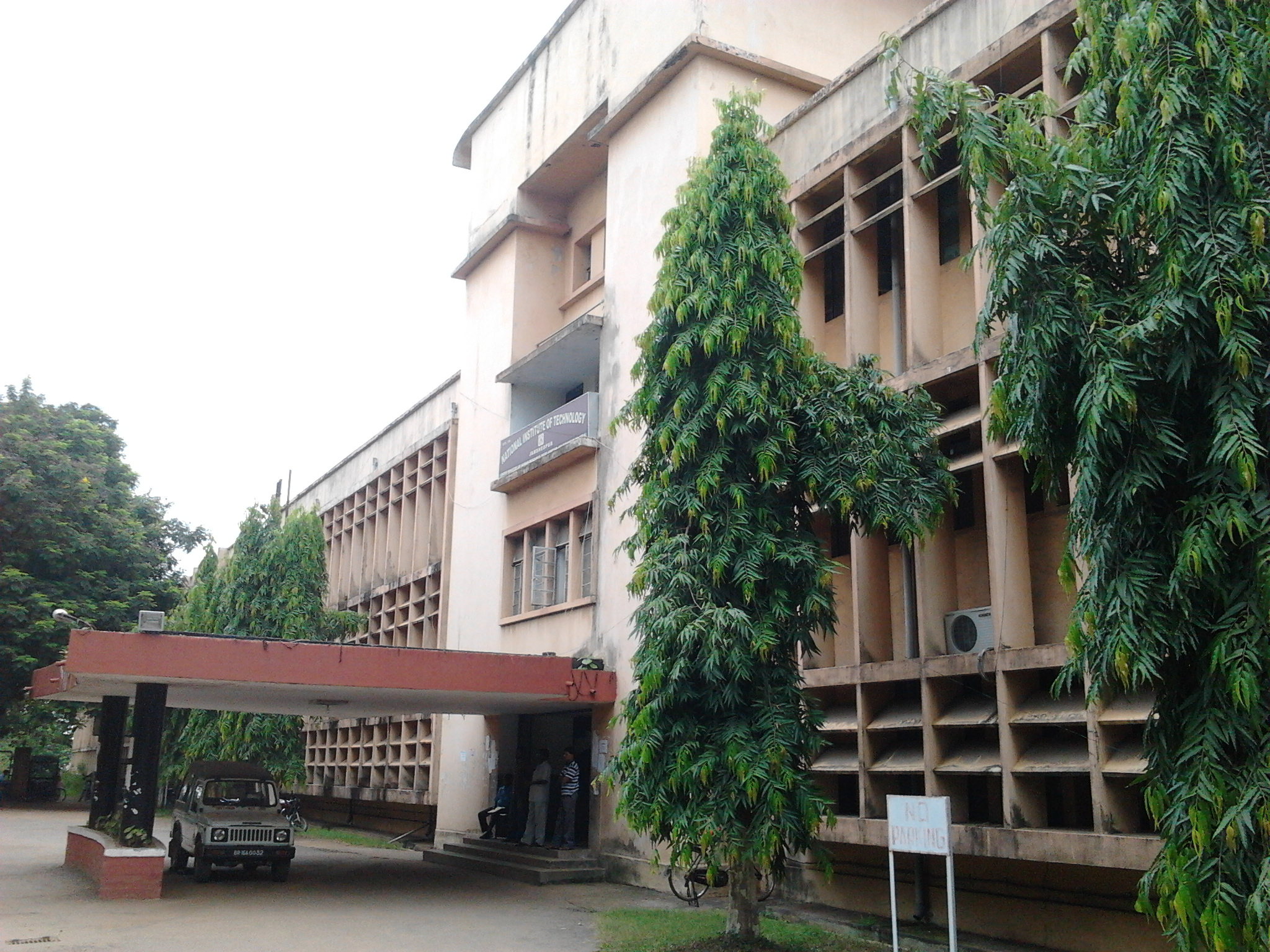
국립 공과대학교 잠셰드푸르
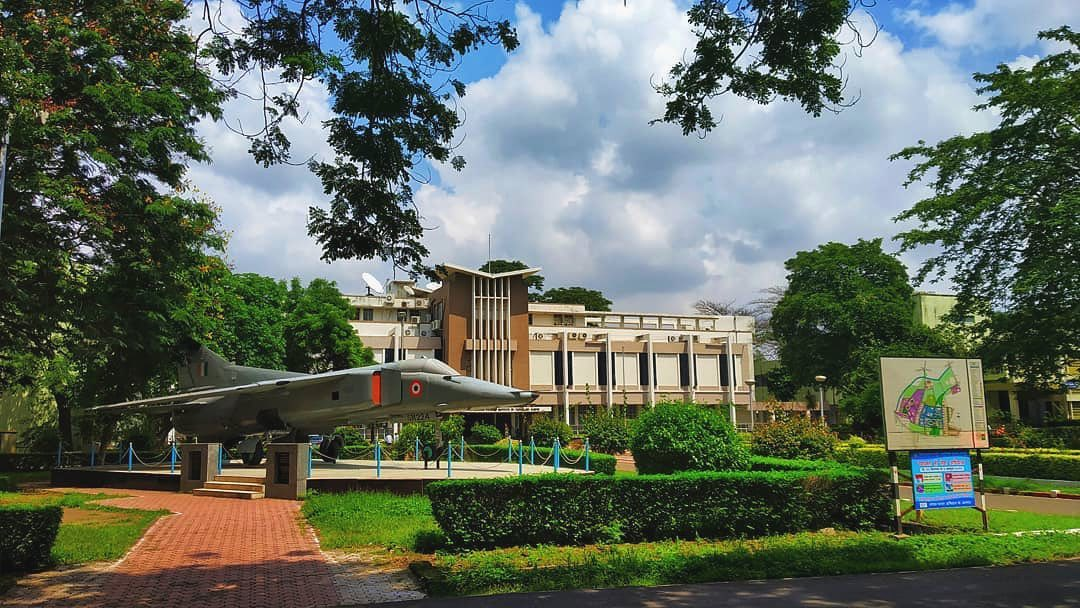
비스베스바라야 국립 공과대학교
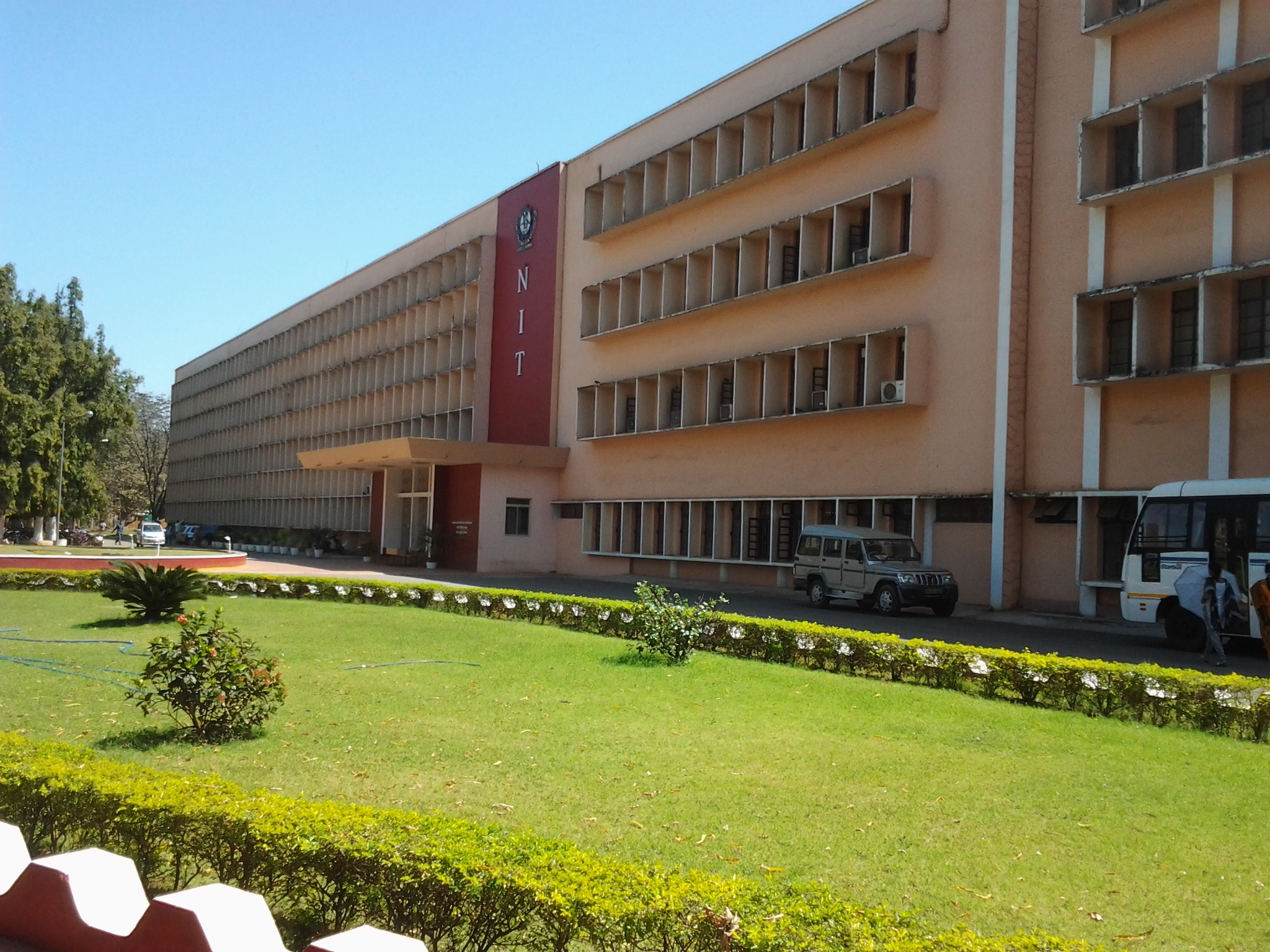
국립 공과대학교 루르켈라
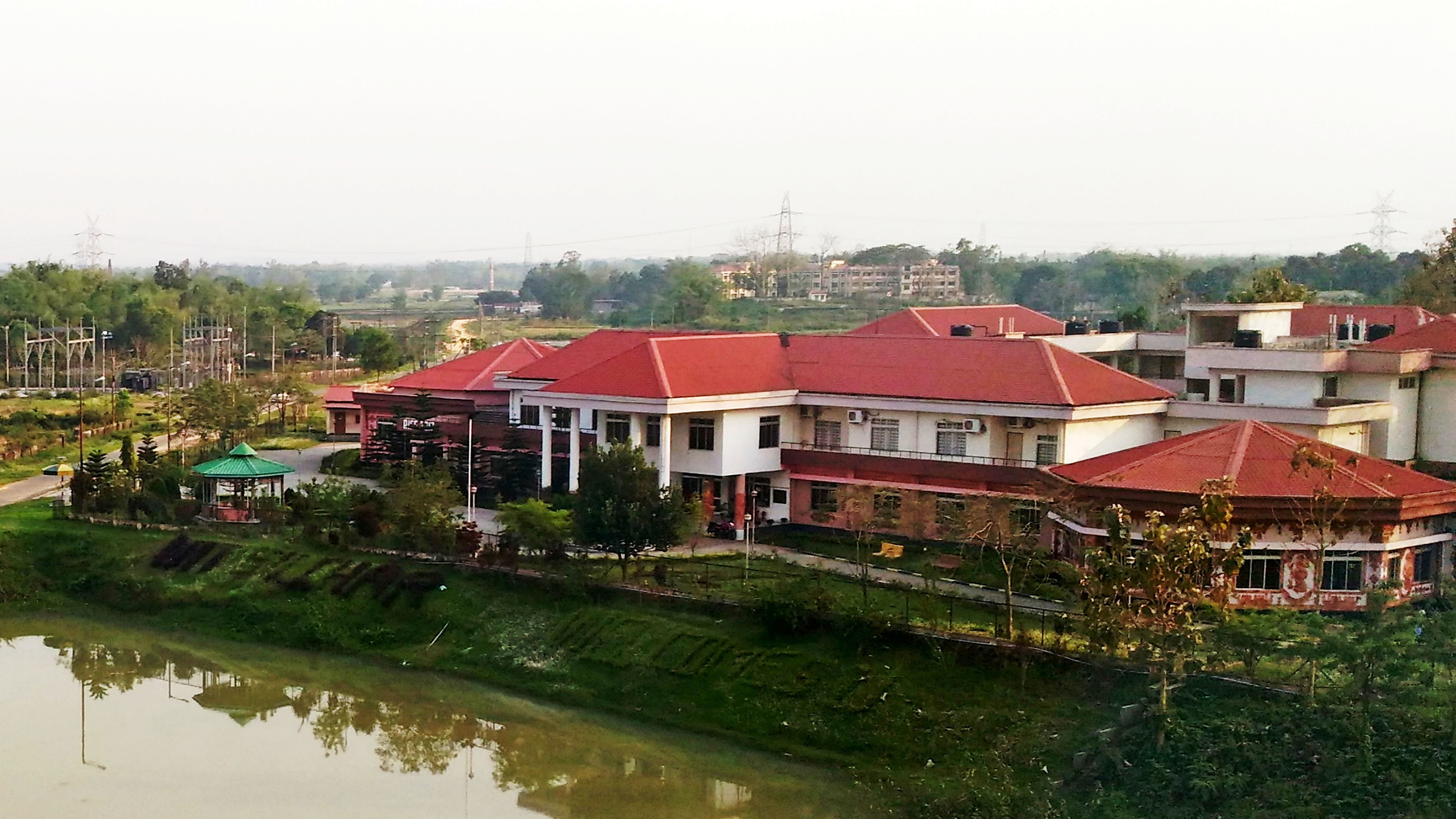
국립 공과대학교 실차르
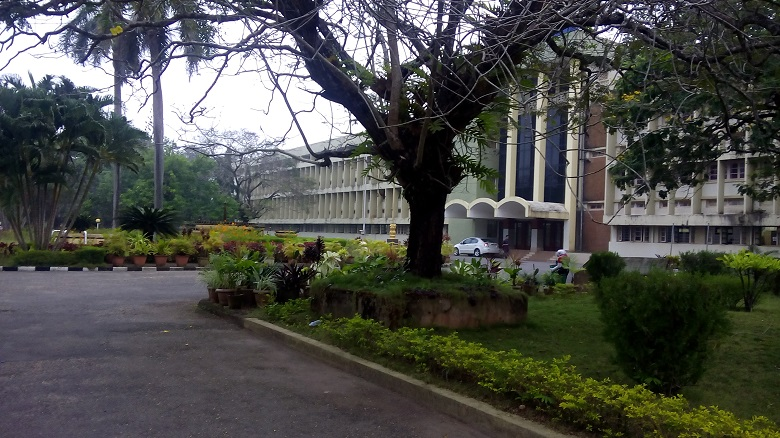
국립 공과대학교 카르나타카
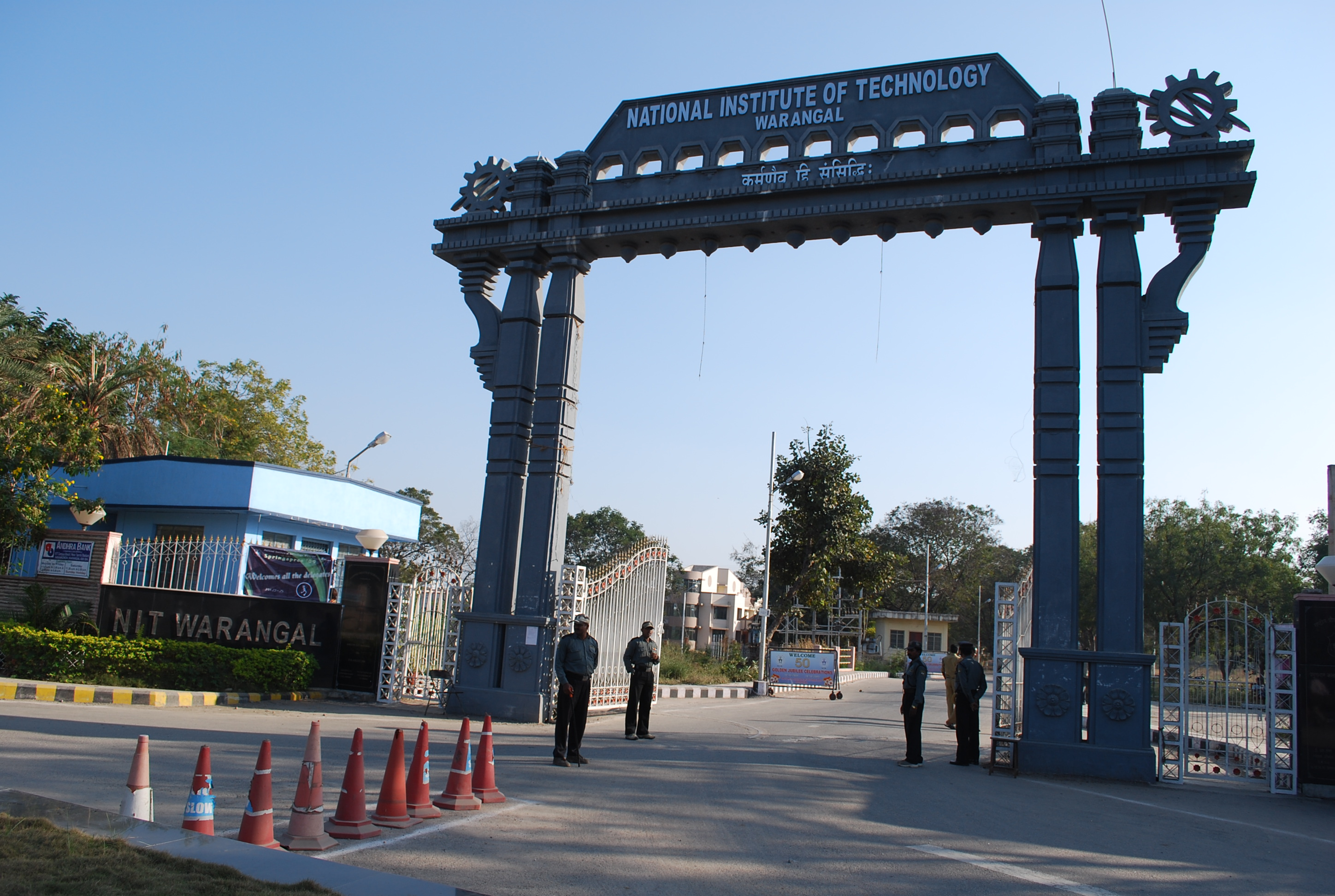
국립 공과대학교 와랑갈
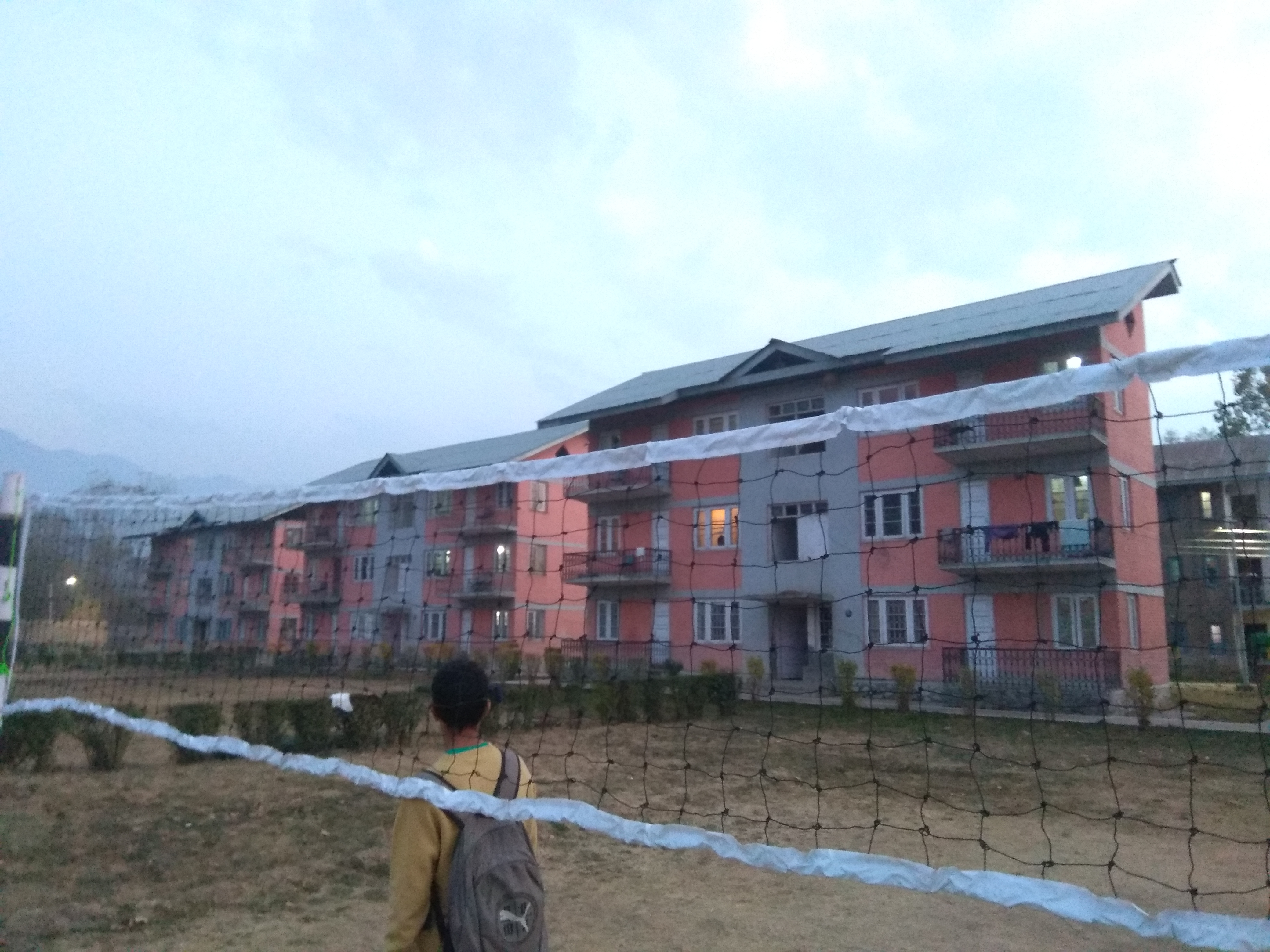
국립 공과대학교 스리나가르
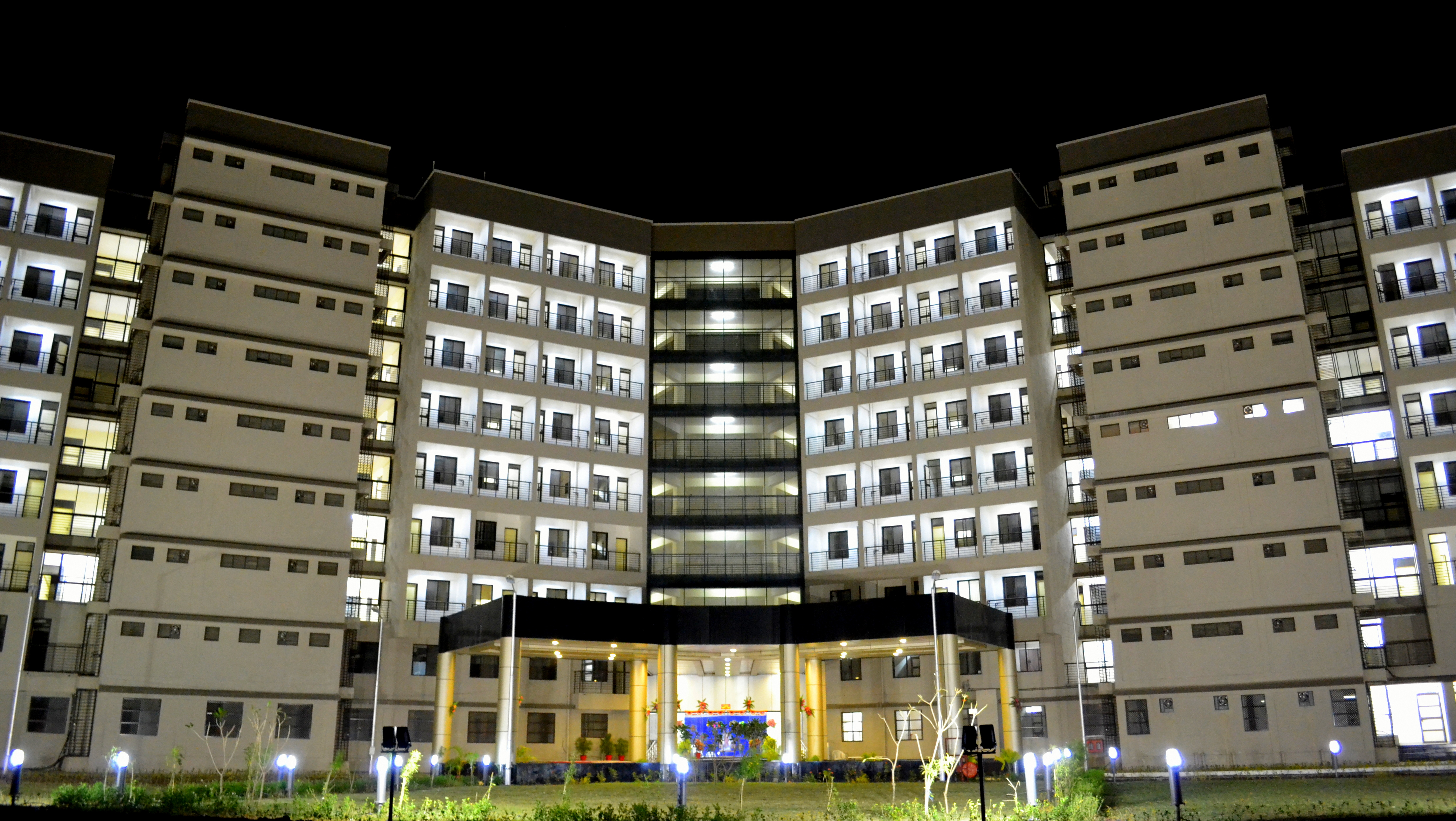
사르다르 발라바이 국립 공과대학교 수라트
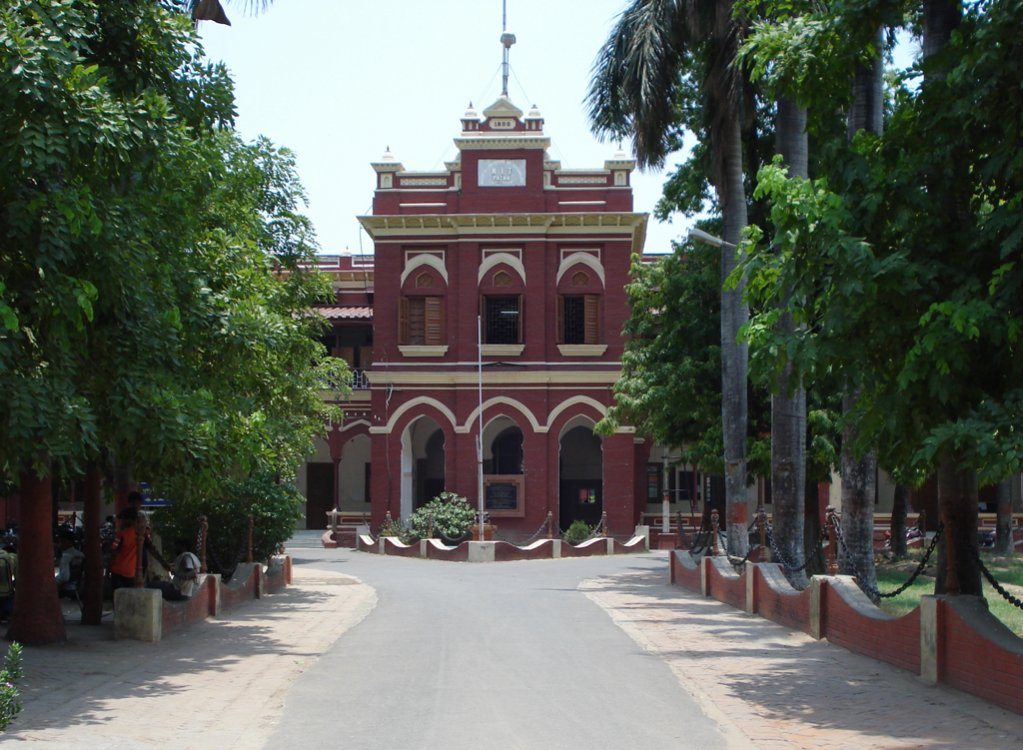
국립 공과대학교 파트나
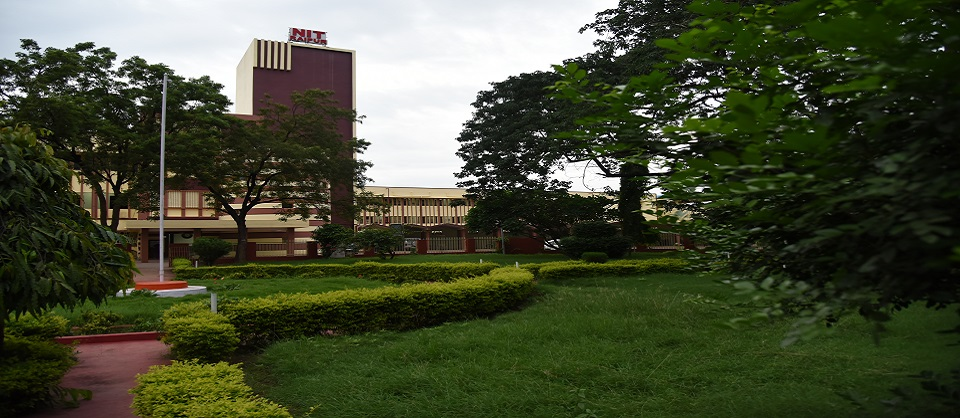
국립 공과대학교 라이푸르
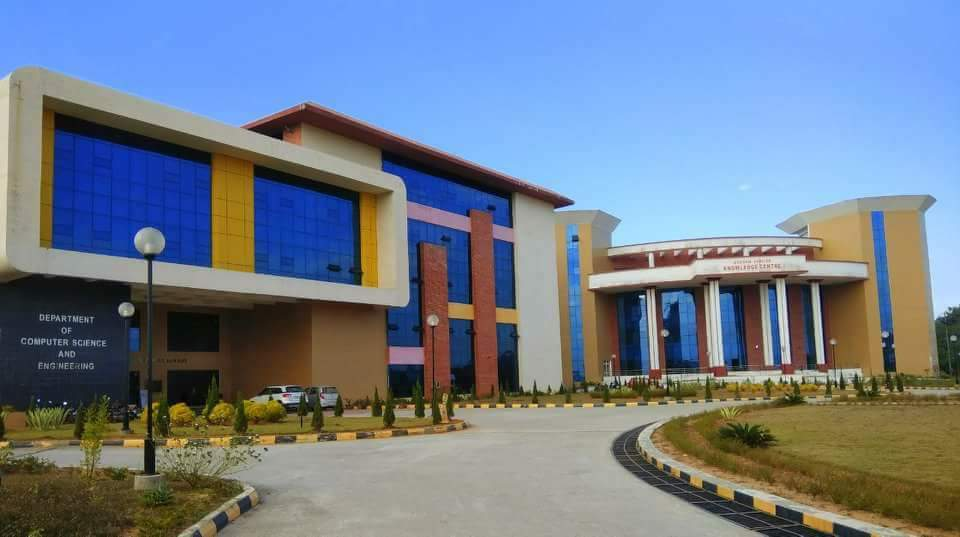
국립 공과대학교 아가르탈라
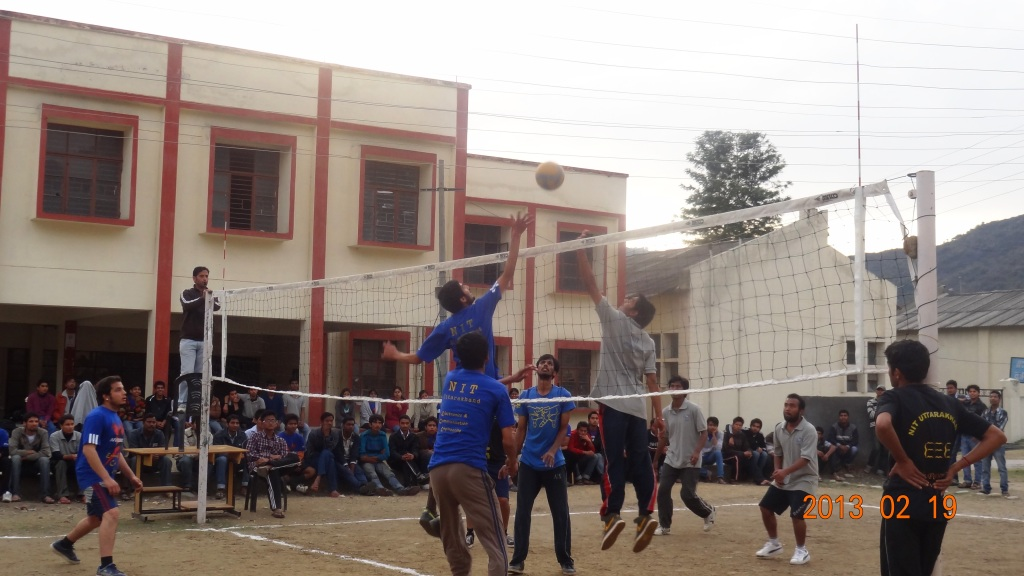
국립 공과대학교 우타라칸드

## 같이 보기
- 인도 공과대학교